# 羅
羅（ら、うすもの）は絡み織を用いた、目の粗い絹織物。紗や絽と同じく生糸や半練り糸を用いる綟り織（もじりおり）といって、縦糸を絡み合わせた間に横糸を通す織り方をする薄く透き通った織物の一種。紗や絽が縦糸2本を絡み合わせるのに対して、羅は3本以上の縦糸を絡ませて織り目が網のようになるのが特徴。
もともと羅とは鳥や小動物などを捕獲するための網を意味する言葉だったが、絹で織った網のような薄物を指す言葉にもなった。
日本ではおもに冠などに、中国では、高官が錦の服の上に羽織る塵除けとして使っていたが、複雑な組成のため特殊な機を使って織るので、通常の機を使って織ることができる紗に押されて生産量は減っていった。
日本には4世紀前半に中国から渡来し、飛鳥時代には国産品も製作できるようになっていたが、応仁の乱で技法の継承が途絶えた。室町時代まで五位以上の貴族の冠には文羅（もんら）といって模様を織り出した羅が使われていたが、技法が散逸し近世には刺繍しただけの羅を使い、現在はほとんど紗で代用されている。
20世紀において、織物を専門分野とする人間国宝の工芸家、喜多川平朗や北村武資が復元に取り組んだ。
羅の字は、日本においてラテン語の漢字表記で拉丁語・羅甸語としており、拉語・羅語と略される。